# Derby de Cascadie (soccer féminin)
Le derby de Cascadie, parfois aussi appelé clash de Cascadie, désigne la rivalité sportive entre le Reign de Seattle et les Thorns de Portland, deux clubs féminins de soccer américains. C'est le pendant féminin de la rivalité entre les Sounders de Seattle et les Timbers de Portland.

## Histoire
Lorsque la NWSL est fondée en 2012, deux franchises sont créées dans le Nord-Ouest des États-Unis, en Cascadie, le Reign de Seattle et les Thorns de Portland. Le Reign de Seattle sera plus tard renommé OL Reign, après son rachat par l'Olympique lyonnais. Malgré l'absence de franchise à Vancouver, le soccer féminin peut alors vivre ce que le soccer masculin connaît déjà depuis les années 1970 avec les Sounders et les Timbers : une rivalité entre les franchises de Seattle et de Portland. Avant même la première rencontre entre les deux équipes, il est clair pour les joueuses que ce sera un derby intense.

Les Thorns dominent largement le Reign lors de la saison inaugurale, en 2013, et décrochent le titre. La saison suivante, cependant, le Reign écrase son rival 5-0. Megan Rapinoe s'enthousiasme pour cette ambiance de derby :
C'est génial. [...] Ça ne fait que deux ans. [C'est] quelque chose d'intégré en quelque sorte, on peut le sentir entrer dans le stade tôt pendant l'échauffement, on peut sentir la tension dans l'air. Ça ajoute tellement au jeu, dans ces derbies. J'adore ça et je pense que c'est super.
Le derby de Cascadie est d'autant plus populaire qu'il implique des stars mondiales du football féminin.
Les Thorns jouent pour la première fois à domicile à guichets fermés lors d'un derby le 22 juillet 2015, établissant un record d'affluence en NWSL avec 21 144 spectateurs (victoire 1-0 du Reign). Les deux équipes profitent de l'engouement créé par la Coupe du monde 2015 au Canada, alignant quelques joueuses de l'équipe américaine tout juste sacrée championne du monde.

Le 23 mai 2021, au Providence Park, alors que Megan Rapinoe vient d'égaliser pour le Reign sur coup franc direct, elle se dirige vers les supporters de Portland pour les provoquer. Elle déclare après le match :
Les Thorns sont toujours des trous du cul. Tout le monde les déteste. C'est l'ambiance générale. Elles sont toujours bonnes, elles ont le meilleur stade, elles ont les meilleurs fans, on sait qu'elles ont toujours un talent incroyable sur le terrain, donc tout le monde [les] cherche tout le temps.
Trois mois plus tard, le 29 août 2021, le Reign accueille les Thorns pour la première fois au Lumen Field, le stade accueillant les Sounders (MLS) et les Seahawks (NFL), pour un double derby entre équipes de NWSL puis de MLS. Le Reign l'emporte (2-1, doublé de Rapinoe) devant 27 248 spectateurs, et le record d'affluence de la NWSL est à nouveau battu.
En 2022, le Reign devance les Thorns d'un point pour remporter le Shield. Les joueuses de Seattle dépassent leurs rivales de Portland lors de la dernière journée de la saison régulière. Malgré tout, les Thorns remportent les séries éliminatoires et décrochent le Championship. En fêtant la victoire de son équipe en finale (face au Current de Kansas City), Christine Sinclair (meilleure buteuse et joueuse la plus capée de ce derby) lance un « Fuck Seattle ».

## Historique des confrontations
| Liste des rencontres officielles entre le Reign de Seattle et les Thorns de Portland. | Liste des rencontres officielles entre le Reign de Seattle et les Thorns de Portland. | Liste des rencontres officielles entre le Reign de Seattle et les Thorns de Portland. | Liste des rencontres officielles entre le Reign de Seattle et les Thorns de Portland. | Liste des rencontres officielles entre le Reign de Seattle et les Thorns de Portland. | Liste des rencontres officielles entre le Reign de Seattle et les Thorns de Portland. | Liste des rencontres officielles entre le Reign de Seattle et les Thorns de Portland.     | Liste des rencontres officielles entre le Reign de Seattle et les Thorns de Portland. |
|                                                                                       | Date                                                                                  | Lieu                                                                                  | Compétition                                                                           | Résultat                                                                              | Buteuses/Reign                                                                        | Buteuses/Thorns                                                                           | Affluence                                                                             |
| ------------------------------------------------------------------------------------- | ------------------------------------------------------------------------------------- | ------------------------------------------------------------------------------------- | ------------------------------------------------------------------------------------- | ------------------------------------------------------------------------------------- | ------------------------------------------------------------------------------------- | ----------------------------------------------------------------------------------------- | ------------------------------------------------------------------------------------- |
| 1.                                                                                    | 21/04/2013                                                                            | Providence Park, Portland                                                             | NWSL                                                                                  | POR 2 - 1 RGN                                                                         | Jess Fishlock 74e                                                                     | Marian Dougherty 45e · Alex Morgan 52e                                                    | 16 479                                                                                |
| 2.                                                                                    | 25/05/2013                                                                            | Starfire Sports Complex Stadium, Tukwila                                              | NWSL                                                                                  | RGN 0 - 1 POR                                                                         | –                                                                                     | Christine Sinclair 84e (pen.)                                                             | 3 324                                                                                 |
| 3.                                                                                    | 16/06/2013                                                                            | Providence Park, Portland                                                             | NWSL                                                                                  | POR 2 - 0 RGN                                                                         | –                                                                                     | Danielle Foxhoven 48e · Mana Shim 67e                                                     | 13 802                                                                                |
| 4.                                                                                    | 17/08/2013                                                                            | Starfire Sports Complex Stadium, Tukwila                                              | NWSL                                                                                  | RGN 1 - 2 POR                                                                         | Megan Rapinoe 3e                                                                      | Christine Sinclair 8e 83e                                                                 | 3 855                                                                                 |
| 5.                                                                                    | 10/05/2014                                                                            | Providence Park, Portland                                                             | NWSL                                                                                  | POR 0 - 1 RGN                                                                         | Kim Little 90e                                                                        | –                                                                                         | 14 128                                                                                |
| 6.                                                                                    | 27/07/2014                                                                            | Seattle High School Memorial Stadium, Seattle                                         | NWSL                                                                                  | RGN 5 - 0 POR                                                                         | Sydney Leroux 3e · Nahomi Kawasumi 40e 49e · Megan Rapinoe 57e · Kim Little 90+3e     | –                                                                                         | 5 957                                                                                 |
| 7.                                                                                    | 17/08/2014                                                                            | Providence Park, Portland                                                             | NWSL                                                                                  | POR 1 - 0 RGN                                                                         | –                                                                                     | Alex Morgan 68e                                                                           | 17 109                                                                                |
| 8.                                                                                    | 22/07/2015                                                                            | Providence Park, Portland                                                             | NWSL                                                                                  | POR 0 - 1 RGN                                                                         | Kim Little 57e                                                                        | –                                                                                         | 21 144                                                                                |
| 9.                                                                                    | 26/07/2015                                                                            | Seattle High School Memorial Stadium, Seattle                                         | NWSL                                                                                  | RGN 3 - 0 POR                                                                         | Jess Fishlock 38e · Bev Yanez 46e 50e                                                 | –                                                                                         | 6 303                                                                                 |
| 10.                                                                                   | 14/05/2016                                                                            | Seattle High School Memorial Stadium, Seattle                                         | NWSL                                                                                  | RGN 1 - 1 POR                                                                         | Bev Yanez 49e                                                                         | Nadia Nadim 46e                                                                           | 4 631                                                                                 |
| 11.                                                                                   | 29/05/2016                                                                            | Providence Park, Portland                                                             | NWSL                                                                                  | POR 0 - 0 RGN                                                                         | –                                                                                     | –                                                                                         | 18 114                                                                                |
| 12.                                                                                   | 30/07/2016                                                                            | Providence Park, Portland                                                             | NWSL                                                                                  | POR 1 - 0 RGN                                                                         | –                                                                                     | Nadia Nadim 74e                                                                           | 19 231                                                                                |
| 13.                                                                                   | 27/08/2016                                                                            | Seattle High School Memorial Stadium, Seattle                                         | NWSL                                                                                  | RGN 3 - 1 POR                                                                         | Manon Melis 27e 50e · Megan Rapinoe 90+4e                                             | Allie Long 90+1e                                                                          | 5 888                                                                                 |
| 14.                                                                                   | 06/05/2017                                                                            | Providence Park, Portland                                                             | NWSL                                                                                  | POR 2 - 2 RGN                                                                         | Jess Fishlock 1re · Meritt Mathias 39e                                                | Jess Fishlock 37e (csc) · Allie Long 82e                                                  | 16 160                                                                                |
| 15.                                                                                   | 01/07/2017                                                                            | Seattle High School Memorial Stadium, Seattle                                         | NWSL                                                                                  | RGN 2 - 0 POR                                                                         | Megan Rapinoe 45+1e 81e                                                               | –                                                                                         | 4 270                                                                                 |
| 16.                                                                                   | 26/08/2017                                                                            | Seattle High School Memorial Stadium, Seattle                                         | NWSL                                                                                  | RGN 1 - 2 POR                                                                         | Jess Fishlock 90e (pen.)                                                              | Hayley Raso 49e 86e                                                                       | 6 041                                                                                 |
| 17.                                                                                   | 05/05/2018                                                                            | Providence Park, Portland                                                             | NWSL                                                                                  | POR 2 - 3 RGN                                                                         | Bev Yanez 36e · Jodie Taylor 64e (pen.) · Rumi Utsugi 75e                             | Emily Sonnett 61e · Lindsey Horan 70e                                                     | 16 054                                                                                |
| 18.                                                                                   | 30/06/2018                                                                            | Seattle High School Memorial Stadium, Seattle                                         | NWSL                                                                                  | RGN 1 - 0 POR                                                                         | Jodie Taylor 89e                                                                      | –                                                                                         | 4 781                                                                                 |
| 19.                                                                                   | 07/09/2018                                                                            | Providence Park, Portland                                                             | NWSL                                                                                  | POR 3 - 1 RGN                                                                         | Jess Fishlock 4e                                                                      | Lindsey Horan 30e 82e · Tobin Heath 49e                                                   | 21 144                                                                                |
| 20.                                                                                   | 15/09/2018                                                                            | Providence Park, Portland                                                             | Séries éliminatoires de NWSL - Demi-finale                                            | POR 2 - 1 RGN                                                                         | Jasmyne Spencer 29e                                                                   | Tobin Heath 43e · Lindsey Horan 77e                                                       | 14 179                                                                                |
| 21.                                                                                   | 05/07/2019                                                                            | Providence Park, Portland                                                             | NWSL                                                                                  | POR 0 - 1 RGN                                                                         | Celia Jiménez 55e                                                                     | –                                                                                         | 19 116                                                                                |
| 22.                                                                                   | 07/08/2019                                                                            | Cheney Stadium, Tacoma                                                                | NWSL                                                                                  | RGN 1 - 0 POR                                                                         | Rosie White 55e                                                                       | –                                                                                         | 5 865                                                                                 |
| 23.                                                                                   | 29/09/2019                                                                            | Cheney Stadium, Tacoma                                                                | NWSL                                                                                  | RGN 2 - 0 POR                                                                         | Jodie Taylor 27e · Bethany Balcer 81e                                                 | –                                                                                         | 7 370                                                                                 |
| 24.                                                                                   | 16/05/2020                                                                            | Providence Park, Portland                                                             | NWSL                                                                                  | Annulé                                                                                | Annulé                                                                                | Annulé                                                                                    | Annulé                                                                                |
| 25.                                                                                   | 12/06/2020                                                                            | Providence Park, Portland                                                             | NWSL                                                                                  | Annulé                                                                                | Annulé                                                                                | Annulé                                                                                    | Annulé                                                                                |
| 26.                                                                                   | 13/07/2020                                                                            | Zions Bank Stadium, Herriman                                                          | NWSL Challenge Cup - Tour préliminaire                                                | RGN 0 - 0 POR                                                                         | –                                                                                     | –                                                                                         | Huis-clos                                                                             |
| 27.                                                                                   | 29/08/2020                                                                            | Cheney Stadium, Tacoma                                                                | NWSL                                                                                  | Annulé                                                                                | Annulé                                                                                | Annulé                                                                                    | Annulé                                                                                |
| 28.                                                                                   | 30/09/2020                                                                            | Providence Park, Portland                                                             | NWSL Fall Series                                                                      | POR 4 - 1 RGN                                                                         | Bethany Balcer 70e                                                                    | Christine Sinclair 40e 45+5e (pen.) 74e · Raquel Rodríguez 57e                            | Huis-clos                                                                             |
| 29.                                                                                   | 10/10/2020                                                                            | Cheney Stadium, Tacoma                                                                | NWSL Fall Series                                                                      | RGN 1 - 2 POR                                                                         | Amber Brooks 46e                                                                      | Christine Sinclair 43e (pen.) 73e (pen.)                                                  | Huis-clos                                                                             |
| 30.                                                                                   | 21/04/2021                                                                            | Providence Park, Portland                                                             | NWSL Challenge Cup - Phase de groupe                                                  | POR 2 - 0 RGN                                                                         | –                                                                                     | Lindsey Horan 17e · Simone Charley 46e                                                    | Huis-clos                                                                             |
| 31.                                                                                   | 23/05/2021                                                                            | Providence Park, Portland                                                             | NWSL                                                                                  | POR 1 - 2 RGN                                                                         | Megan Rapinoe 9e · Shirley Cruz 15e                                                   | Christine Sinclair 4e                                                                     | Huis-clos                                                                             |
| 32.                                                                                   | 29/08/2021                                                                            | Lumen Field, Seattle                                                                  | NWSL                                                                                  | RGN 2 - 1 POR                                                                         | Megan Rapinoe 16e 40e (pen.)                                                          | Angela Salem 45+4e                                                                        | 27 278                                                                                |
| 33.                                                                                   | 13/10/2021                                                                            | Providence Park, Portland                                                             | NWSL                                                                                  | POR 1 - 1 RGN                                                                         | Megan Rapinoe 86e (pen.)                                                              | Morgan Weaver 3e                                                                          | 11 754                                                                                |
| 34.                                                                                   | 18/03/2022                                                                            | Lumen Field, Seattle                                                                  | NWSL Challenge Cup - Phase de groupe                                                  | RGN 1 - 1 POR                                                                         | Sofia Huerta 19e                                                                      | Christine Sinclair 28e                                                                    | 7 343                                                                                 |
| 35.                                                                                   | 02/04/2022                                                                            | Providence Park, Portland                                                             | NWSL Challenge Cup - Phase de groupe                                                  | POR 0 - 1 RGN                                                                         | Rose Lavelle 74e                                                                      | –                                                                                         | 12 034                                                                                |
| 36.                                                                                   | 13/05/2022                                                                            | Providence Park, Portland                                                             | NWSL                                                                                  | POR 0 - 0 RGN                                                                         |                                                                                       |                                                                                           | 14 496                                                                                |
| 37.                                                                                   | 10/07/2022                                                                            | Lumen Field, Seattle                                                                  | NWSL                                                                                  | RGN 2 - 2 POR                                                                         | Olivia Athens 13e · Bethany Balcer 81e                                                | Phoebe McClernon 12e (csc) · Hina Sugita 60e                                              | 9 032                                                                                 |
| 38.                                                                                   | 03/06/2023                                                                            | Lumen Field, Seattle                                                                  | NWSL                                                                                  | RGN 0 - 2 POR                                                                         | –                                                                                     | Sophia Smith 17e · Christine Sinclair 87e                                                 | 42 054                                                                                |
| 39.                                                                                   | 28/06/2023                                                                            | Providence Park, Portland                                                             | NWSL Challenge Cup - Phase de groupe                                                  | POR 0 - 1 RGN                                                                         | Elyse Bennett 55e                                                                     | –                                                                                         | 16 252                                                                                |
| 40.                                                                                   | 06/08/2023                                                                            | Lumen Field, Seattle                                                                  | NWSL Challenge Cup - Phase de groupe                                                  | RGN 0 - 0 POR                                                                         | –                                                                                     | –                                                                                         | 12 061                                                                                |
| 41.                                                                                   | 16/09/2023                                                                            | Providence Park, Portland                                                             | NWSL                                                                                  | POR 2 - 0 RGN                                                                         | –                                                                                     | Hina Sugita 30e · Morgan Weaver 36e                                                       | 25 218                                                                                |
| 42.                                                                                   | 11/05/2024                                                                            | Providence Park, Portland                                                             | NWSL                                                                                  | POR 4 - 0 RGN                                                                         | –                                                                                     | Olivia Moultrie 42e · Sophia Smith 80e (pen.) · Hina Sugita 90+3e · Payton Linnehan 90+8e | 20 229                                                                                |
| 43.                                                                                   | 16/06/2024                                                                            | Lumen Field, Seattle                                                                  | NWSL                                                                                  | RGN 0 - 0 POR                                                                         | –                                                                                     | –                                                                                         | 9 052                                                                                 |
| 44.                                                                                   | 18/04/2025                                                                            | Lumen Field, Seattle                                                                  | NWSL                                                                                  | RGN 1 - 0 POR                                                                         | Madeline Dahlien 4e                                                                   | –                                                                                         | 7 609                                                                                 |
| 45.                                                                                   | 10/08/2025                                                                            | Providence Park, Portland                                                             | NWSL                                                                                  | POR 4 - 2 RGN                                                                         | Emeri Adames 3e · Jess Fishlock 64e                                                   | Sam Coffey 18e (pen.) · Reilin Turner 26e · Reyna Reyes 55e · Pietra Tordin 65e           |                                                                                       |

## Statistiques
Mise à jour le 16 janvier 2025.
| Compétition                  | Matches | Victoires/Reign | Nuls | Victoires/Thorns | Buts/Reign | Buts/Thorns |
| ---------------------------- | ------- | --------------- | ---- | ---------------- | ---------- | ----------- |
| Saison régulière de NWSL     | 33      | 14              | 7    | 12               | 40         | 37          |
| Séries éliminatoires de NWSL | 1       | 0               | 0    | 1                | 1          | 2           |
| NWSL Challenge Cup           | 6       | 2               | 3    | 1                | 3          | 3           |
| NWSL 2020 Fall Series        | 2       | 0               | 0    | 2                | 2          | 6           |
| Total                        | 40      | 15              | 10   | 15               | 43         | 44          |

## Palmarès des équipes
| Équipe             | NWSL Championship    | NWSL Shield          | NWSL Challenge Cup | NWSL 2020 Fall series | Compétitions amicales           |
| ------------------ | -------------------- | -------------------- | ------------------ | --------------------- | ------------------------------- |
| Reign de Seattle   | 0                    | 3 (2014, 2015, 2022) | 0                  | 0                     | The Women's Cup (1)             |
| Thorns de Portland | 3 (2013, 2017, 2022) | 2 (2016, 2021)       | 1 (2021)           | 1                     | International Champions Cup (1) |

## Joueuses notables
En gras, les joueuses encore dans un des deux clubs.

### Meilleures buteuses
Mise à jour 11 août 2025.
|    | Joueuse            | Buts        | Total |
| -- | ------------------ | ----------- | ----- |
| 1. | Christine Sinclair | Thorns (11) | 11    |
| 2. | Megan Rapinoe      | Reign (9)   | 9     |
| 3. | Jess Fishlock      | Reign (6)   | 6     |
| 4. | Lindsey Horan      | Thorns (5)  | 5     |
| 5. | Bev Yanez          | Reign (4)   | 4     |
| 6. | Bethany Balcer     | Reign (3)   | 3     |
| 6. | Kim Little         | Reign (3)   | 3     |
| 6. | Hina Sugita        | Thorns (3)  | 3     |
| 6. | Jodie Taylor       | Reign (3)   | 3     |

### Meilleures passeuses décisives
Mise à jour 1er juillet 2025.
|    | Joueuse            | Passes     | Total |
| -- | ------------------ | ---------- | ----- |
| 1. | Kim Little         | Reign (4)  | 4     |
| 2. | Jess Fishlock      | Reign (3)  | 3     |
| 2. | Lindsey Horan      | Thorns (3) | 3     |
| 2. | Nahomi Kawasumi    | Reign (3)  | 3     |
| 2. | Meghan Klingenberg | Thorns (3) | 3     |
| 2. | Sophia Smith       | Thorns (3) | 3     |

### Joueuses les plus capées
Mise à jour 1er juillet 2025.
|    | Joueuse            | Matches                | Total | Minutes disputées          |
| -- | ------------------ | ---------------------- | ----- | -------------------------- |
| 1. | Lauren Barnes      | Reign (36)             | 36    | Reign (3087)               |
| 2. | Christine Sinclair | Thorns (34)            | 34    | Thorns (2688)              |
| 3. | Jess Fishlock      | Reign (28)             | 28    | Reign (2292)               |
| 4. | Meghan Klingenberg | Thorns (28)            | 28    | Thorns (2135)              |
| 4. | Emily Menges       | Thorns (27)            | 27    | Thorns (2334)              |
| 6. | Allie Long         | Thorns (14), Reign (8) | 22    | Thorns (1177), Reign (658) |

### Joueuses passées d'un club à l'autre
| Joueuse                | Années aux Thorns | Années au Reign |
| ---------------------- | ----------------- | --------------- |
| Jessica McDonald       | 2013              | 2014            |
| Danielle Foxhoven      | 2014-2015         | 2013            |
| Michelle Betos         | 2014-2016         | 2013, 2018-2020 |
| Kaylyn Kyle            | 2015              | 2013            |
| Allie Long             | 2013-2017         | 2018-2020       |
| Tobin Heath            | 2013-2020         | 2022            |
| Amber Brooks           | 2014              | 2015, 2020-2021 |
| Steph Catley           | 2014-2015         | 2018-2019       |
| Alyssa Kleiner         | 2015              | 2018            |
| Jodie Taylor           | 2015              | 2018-2020       |
| Ifeoma Onumonu         | 2018-2019         | 2019            |
| Christen Westphal      | 2020-2021         | 2018-2019       |
| Emily Sonnett          | 2016-2019         | 2023            |
| Ana-Maria Crnogorčević | 2018-2019         | 2024-           |
| Sam Hiatt              | 2020-2023         | 2024-           |